# Parque de la Camelia
El Parque de la Camelia es un parque de la ciudad española de Pontevedra dedicado a la camelia, flor estrechamente vinculada a la identidad de la capital pontevedresa.

## Ubicación
El parque está situado entre los barrios del Castañal y A Eiriña en el este de la ciudad, en una parcela paralela a la vía del tren entre la parte alta de la calle José Malvar y la parte trasera de la calle Ernesto Caballero.

## Historia
La creación del Parque de la Camelia fue anunciada oficialmente en marzo de 2023. El proyecto se inició con el proceso de expropiación de los terrenos, calificados como zona verde en el Plan Xeral de Ordenación Urbana (PXOU). Este procedimiento se llevó a cabo a petición de los propios vecinos, que eligieron esta vía legal como alternativa a la compensación urbanística.
El proyecto básico en fase de elaboración respondió a la carencia observada en Pontevedra de un espacio representativo dedicado exclusivamente a la camelia, a pesar de ser reconocida como una de las ciudades gallegas más asociadas a esta planta ornamental.

## Descripción
El futuro Parque de la Camelia ocupará más de 11 000 m² y se diseñará como un espacio simbólico y de alto valor botánico, con una colección de variedades originales y singulares de camelias. El proyecto incluye especies valoradas por sus flores, fragancia, forma y porte, con el objetivo de convertir el parque en una referencia tanto para los vecinos como para los visitantes.
La localización fue seleccionada cuidadosamente debido a sus condiciones ambientales favorables para el cultivo de camelias ya que dispone de zonas de sombra abundante y un suelo fértil. Además, la iniciativa se inspira en un antiguo catálogo botánico publicado en 1882 por la Escuela Práctica de Agricultura de Pontevedra, lo que aporta una dimensión histórica y patrimonial al proyecto.
El parque destaca por su diseño orgánico, su integración paisajística y la presencia protagonista de la camelia. Distribuido en dos sectores separados por un paseo principal transversal este-oeste, el parque se adapta de forma fluida al espacio disponible. La zona occidental presenta una forma trapezoidal, mientras que la oriental se desarrolla de manera alargada e irregular. Esta configuración permite una transición natural entre el entorno construido y el entorno vegetal. El trazado del parque se caracteriza por senderos peatonales sinuosos, que se entrelazan suavemente. La amplia variedad de conjuntos de camelias de distintos colores, estarán dispuestos tanto en grupos como en hileras. El parque dispondrá de zonas de estancia y nueva vegetación. Además de la creación de un parque infantil se contempla la instalación de iluminación y mobiliario urbano.
Este parque no solo ampliará las zonas verdes de la ciudad, sino que también servirá como un espacio de identidad cultural en torno a una de las flores más representativas de las Rías Bajas.